# 史詥
史詥，山西孝義縣人，明末清初政治人物。

## 生平
明崇禎十五年（1642年）壬午科山西鄉試舉人，崇祯十六年（1643年），聯捷进士，授戶部主事。
明亡仕清，考选廣西道监察御史。